# Chroniques d'une liaison passagère
Chroniques d'une liaison passagère (em inglês: Diary of a Fleeting Affair; bra: Crônica de Uma Relação Passageira) é um filme de 2022 dirigido por Emmanuel Mouret. Foi apresentado no Festival de Cannes 2022. No Brasil, foi apresentado pela Mares Filmes nos cinemas em novembro no Festival Varilux de Cinema Francês 2023.

## Sinopse
Durante uma noite, Charlotte, uma mãe solteira, conhece Simon, um homem casado. Este novo casal concorda em se ver apenas por prazer, sem sentir mais nada. Porém, essa relação sem futuro vira de cabeça para baixo quando novos sentimentos aparecem.

## Elenco
- Sandrine Kiberlain : Charlotte
- Vincent Macaigne : Simon
- Georgia Scalliet : Louise
- Maxence Tual : Manu
- Stéphane Mercoyrol : Carlos

## Recepção
Na França, o filme tem uma nota média de 4/5 no agregador do AlloCiné, calculada a partir de 35 resenhas da imprensa.
No agregador de críticas Rotten Tomatoes, na pontuação onde a equipe do site categoriza as opiniões da grande mídia e da mídia independente apenas como positivas ou negativas, tem um índice de aprovação de 92% calculado com base em 13 comentários dos críticos. Por comparação, com as mesmas opiniões sendo calculadas usando uma média aritmética ponderada, a nota alcançada é 7,7/10.